# 江戸の紅葵
『江戸の紅葵』（えどのべにあおい）は、野村胡堂の小説。幕末期の江戸を舞台に、ある剣客の活劇を描いた作品。

## 映画
1941年公開。製作は新興キネマ。

### スタッフ
- 監督：吉田信三
- 脚本：波多謙治

### キャスト
- 大場剣十郎/青柳逸作：大友柳太朗
- 大場弥生：松浦妙子
- 勝見五郎太：南条新太郎
- 岩下勝之進：南部章三
- 間部下総守：嵐徳三郎
- 桜井月三：水野浩
- 宗高佐仲：光岡竜三郎
- 佐苗権太夫：妻紀正次郎
- 伊原弥団次：大隈一郎
- 兵助：嵐橘右衛門
- 照江：大河三鈴

## テレビドラマ
関西テレビ制作、フジテレビ系列にて1970年10月4日から1971年3月28日まで毎週日曜 21:30 - 22:15の『白雪劇場』（小西酒造一社提供）で放送された。

### キャスト
- 松方弘樹
- 野川由美子
- 高松英郎
- 水野久美
- 井伊直弼：岡田英次
- 徳川斉昭：河津清三郎
- 関鉄之助：田畑猛雄
- 島田左近：佐藤慶
- おりょう：市川和子

| 関西テレビ制作・フジテレビ系列 白雪劇場 | 関西テレビ制作・フジテレビ系列 白雪劇場 | 関西テレビ制作・フジテレビ系列 白雪劇場 |
| 前番組                                  | 番組名                                  | 次番組                                  |
| --------------------------------------- | --------------------------------------- | --------------------------------------- |
| 新吾十番勝負 （松方弘樹版）             | 江戸の紅葵                              | 商魂                                    |